# Gaietà Aguiló Vera
Gaietà Aguiló Vera o Tano Aguiló va néixer a Palma l'any 1953. Durant la seva trajectòria professional ha començat diversos estudis de Biologia, Medicina i de Filologia catalana a les universitats de Barcelona i Palma, però no s'ha arribat a llicenciar en cap d'aquestes especialitats. Per altra banda, ha realitzat un curs de Llengua i Civilització francesa a la Sorbonne (París, 1973) i s'ha format al CIT, CET i al Conservatori d'Art Dramàtic de Palma (1977-1980). A més a més, ha duit a terme un seminari de Pedagogia Teatral i Interpretació amb el Teatre Nucleo de Ferrara (Itàlia, 1980); un curs especial de teatre i cultura balinesa a l'Asti de Bali (Indonèsia, 1987); un curs especial de teatre de màscares amb Luc Laporte a París (1995); un màster de Teatre i dansa al STSI de Bali (Indonèsia, 1997). Tal vegada, per tota aquesta formació eclèctica, la tasca com a escriptor teatral de Tano Aguiló és tan molt ampla.
Va ser cofundador de l'associació Teatre de la Mediterrània el 2001.

## Tano Aguiló ha escrit, dirigit i interpretat les següents obres
- Gèminis (Palma, 1978)
- El rei i la reina (Palma, 1979)
- Tres x tres (Palma, 1982)
- Comediants al paradís (Bali, 1987)
- Història d'amor a s'hort de ca na Perota (Palma, 1989)
- Tres màscares de Bali (Palma-Mallorca-New York-Londres-Avignon, 1990-1992)
- Per amor a l'art (Palma, 1995)

## Tano Aguiló és autor i director de
- Dama de cossiers (Palma, 1998)
- A poc a poc, a partir de textos de Guillem Cabrer (Palma, 1992)

## Ha codirigit amb Luc Laporte i Sebastià Frontera
- Màscares enamorades (Palma, 1998)

## Llibres publicats
- Bous, llunes i dimonis (1994)
- El darrer xueta de Mallorca (El Gall Editor, 2002)
- Sa gent d'es carrer. Xuetes i el Teatre 2018[2]